# Meinolf Stieren
Meinolf Stieren (* 2. Februar 1924; † 2. August 2015 in Helmern) war ein deutscher Kommunalpolitiker und Landrat (CDU).

## Leben und Beruf
Nach dem Besuch der Volksschule absolvierte er von 1938 bis 1942 sowohl eine landwirtschaftliche als auch eine kaufmännische Lehre, besuchte von 1947 bis 1951 das Gymnasium Clementinum in Bad Driburg und war danach als Landwirt tätig.
Er ist verheiratet und hat zwei Kinder.

## Abgeordneter
Dem Kreistag des ehemaligen Kreises Büren gehörte er vom 6. April 1961 bis zum 27. November 1969 an, dem Kreistag des Kreises Paderborn von 1975 bis 1990.
Von 1963 bis 1975 war er Mitglied der Landschaftsversammlung des Landschaftsverbandes Westfalen-Lippe.

## Öffentliche Ämter
Vom 13. April 1967 bis zum 27. November 1969 war er Landrat des ehemaligen Kreises Büren. Von 1964 bis 1975 war Stieren Kreislandwirt.

## Auszeichnungen
1988 wurde Stieren das Bundesverdienstkreuz am Bande verliehen. Außerdem erhielt er weitere Ehrenzeichen, unter anderem die Goldene Kammerplakette der Landwirtschaftskammer Westfalen-Lippe.